# دون ياربوروف
دون ياربوروف (بالإنجليزية: Don Yarborough)‏ هو ضابط أمريكي، ولد في 15 ديسمبر 1925 في نيو أورلينز في الولايات المتحدة، وتوفي في 23 سبتمبر 2009 في هيوستن في الولايات المتحدة بسبب مرض باركنسون.